# Balmaceda (aranha)
Balmaceda é um gênero da aranha da família Salticidae, aranhas saltadoras.

## Espécies
- Balmaceda abba Edwards & Baert, 2018
- Balmaceda anulipes Soares, 1942
- Balmaceda biteniata Mello-Leitão, 1922
- Balmaceda chickeringi Roewer, 1951
- Balmaceda distans (Banks, 1924)
- Balmaceda minor (F. O. Pickard-Cambridge, 1901)
- Balmaceda nigrosecta Mello-Leitão, 1945
- Balmaceda picta Peckham & Peckham, 1894
- Balmaceda reducta Chickering, 1946
- Balmaceda turneri Chickering, 1946
- Balmaceda vera Mello-Leitão, 1917